# Seymour Egerton (4e comte de Wilton)
Seymour John Grey « Sim » Egerton, 4e comte de Wilton (20 janvier 1839 – 3 janvier 1898) est un pair du royaume-Uni.

## Biographie
Il est le fils de Thomas Egerton (2e comte de Wilton) (1799-1882) et de Mary Margaret Stanley, fille de Edward Smith-Stanley, 12e comte de Derby. Son grand-père paternel est Robert Grosvenor, 1er marquis de Westminster. Il succède à son frère aîné Arthur Egerton (3e comte de Wilton) comme comte.
Il est le propriétaire du violon le Lord Wilton (en) auquel il a donné son nom. Musicien, il est un associé d'Arthur Sullivan, de Gilbert et Sullivan. Sa femme Laura Caroline (1842-1916), fille de William Russell et Emma Campbell, est une des beautés de la société de son époque. Ils se sont mariés le 9 août 1862 et ont deux enfants, Arthur George Egerton, 5e comte de Wilton (1863-1915), et Elizabeth Emma Geraldine Egerton (1865-1953). Après sa mort, en 1899, son épouse se remarie avec Sir Frederick John William Johnstone.